# Evert Huldén
Elis Evert Huldén, född 23 juni 1895 i Munsala, död 26 november 1967 i Vasa, var en finlandssvensk författare. Han var bror till Johan Jakob Huldén och far till Lars Huldén.

## Biografi
Huldén övertog 1928 fädernegården i Munsala och var därefter verksam som jordbrukare. Först vid 56 års ålder utgav han sin första diktsamling, Jord och drömmar (1951), varefter följde en lång rad diktsamlingar. Han utgav även prosaböcker som Småbönders (1958) och Emigrantöden (1961). Han verkade inom kommunalpolitiken, nykterhetsrörelsen, fredsrörelsen och kooperationen och grundade 1950 Svenska Österbottens litteraturförening.